# Juraj Suja
Juraj Suja (Lučenec, 17 novembre 1980) è un ex cestista e allenatore di pallacanestro slovacco.

## Carriera
Da allenatore ha guidato la Slovacchia ai Campionati europei del 2021.